# Chamrousse
Chamrousse település Franciaországban, Isère megyében. Lakosainak száma 438 fő (2022. január 1.). Chamrousse Livet-et-Gavet, Revel, Saint-Martin-d’Uriage, Séchilienne és Vaulnaveys-le-Haut községekkel határos.

## Népesség
A település népességének változása:
| Lakosok száma | 544  | 518  | 460  | 473  | 462  | 422  | 403  | 407  | 414  | 438  |
|               | 1990 | 1999 | 2011 | 2013 | 2015 | 2017 | 2018 | 2019 | 2021 | 2022 |